# Pseudolimnophila (Pseudolimnophila) zelanica
Pseudolimnophila (Pseudolimnophila) zelanica is een tweevleugelige uit de familie steltmuggen (Limoniidae). De soort komt voor in het Oriëntaals gebied.